# Museum des Oppelner Dorfes

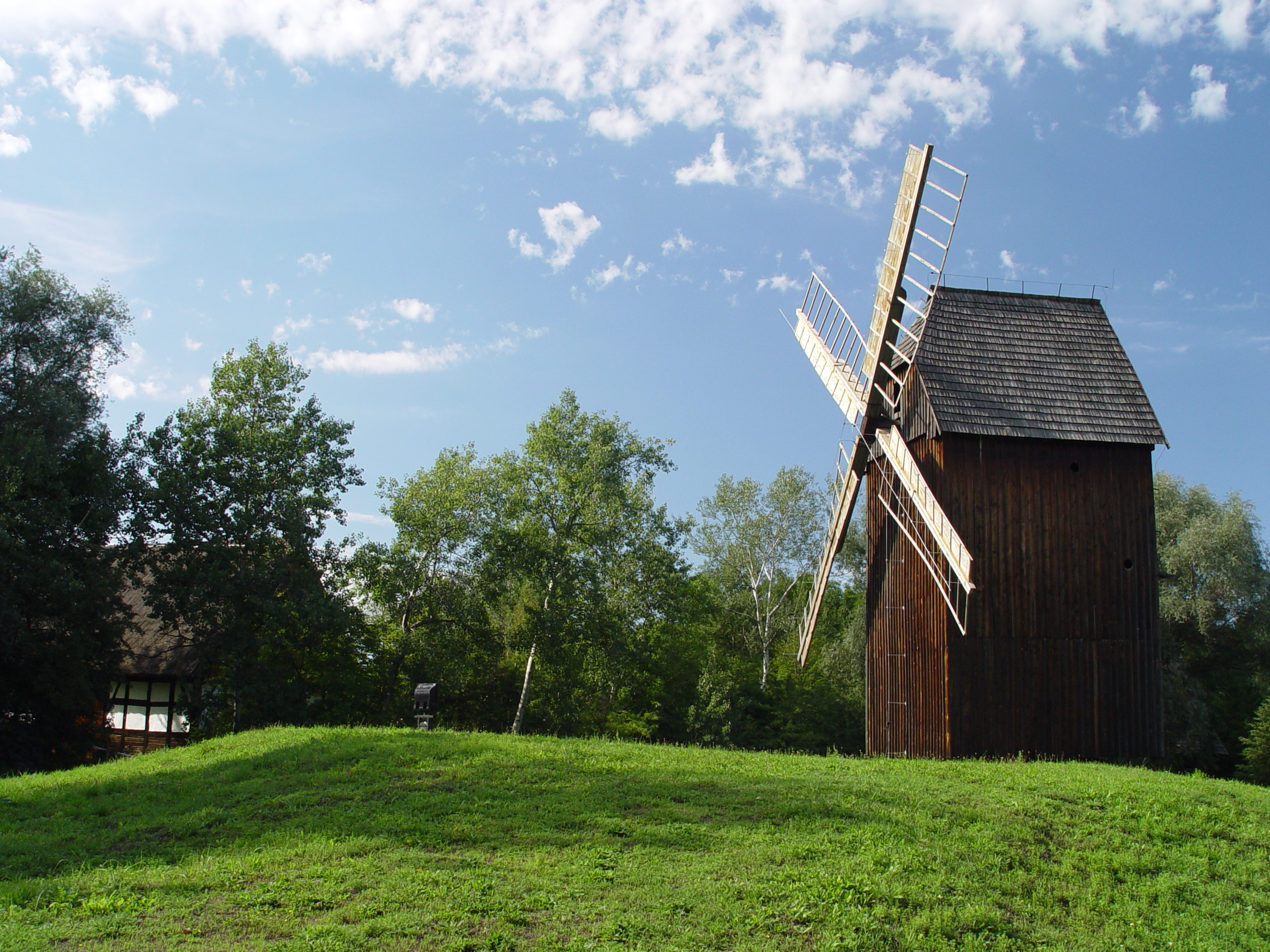
Windmühle

Das Muzeum Wsi Opolskiej, übersetzt „Museum des Oppelner Dorfes“, ist ein Freilichtmuseum in Oppeln (Opole in Polen). In dem Museum wurden mehrere ländliche Gebäude aus der ganzen Woiwodschaft Oppeln zusammengetragen, also der Westhälfte Oberschlesiens und dem Südosten des mittleren Schlesiens.
Das Freilichtmuseum wurde zwischen 1961 und 1970 errichtet und am 23. September 1970 für Besucher eröffnet.
Die Parkanlage im Oppelner Stadtteil  Bierkowice (Birkowitz) hat eine Fläche von zehn Hektar. Zu den aufgestellten Gebäuden gehören zehn Bauernhöfe aus den Regionen rund um Olesno (Rosenberg OS), Oppeln und Nysa (Neisse) sowie eine Kirche, eine Schule, ein Turm, eine Gaststätte, eine Schmiede, verschiedene Bildstöcke und zwei Windmühlen. Die ausgestellten Gebäude stammen aus dem Zeitraum vom 18. bis zum beginnenden 20. Jahrhundert. Außerdem findet man verschiedene Gemüse- und Blumengärten aus der damaligen Zeit.

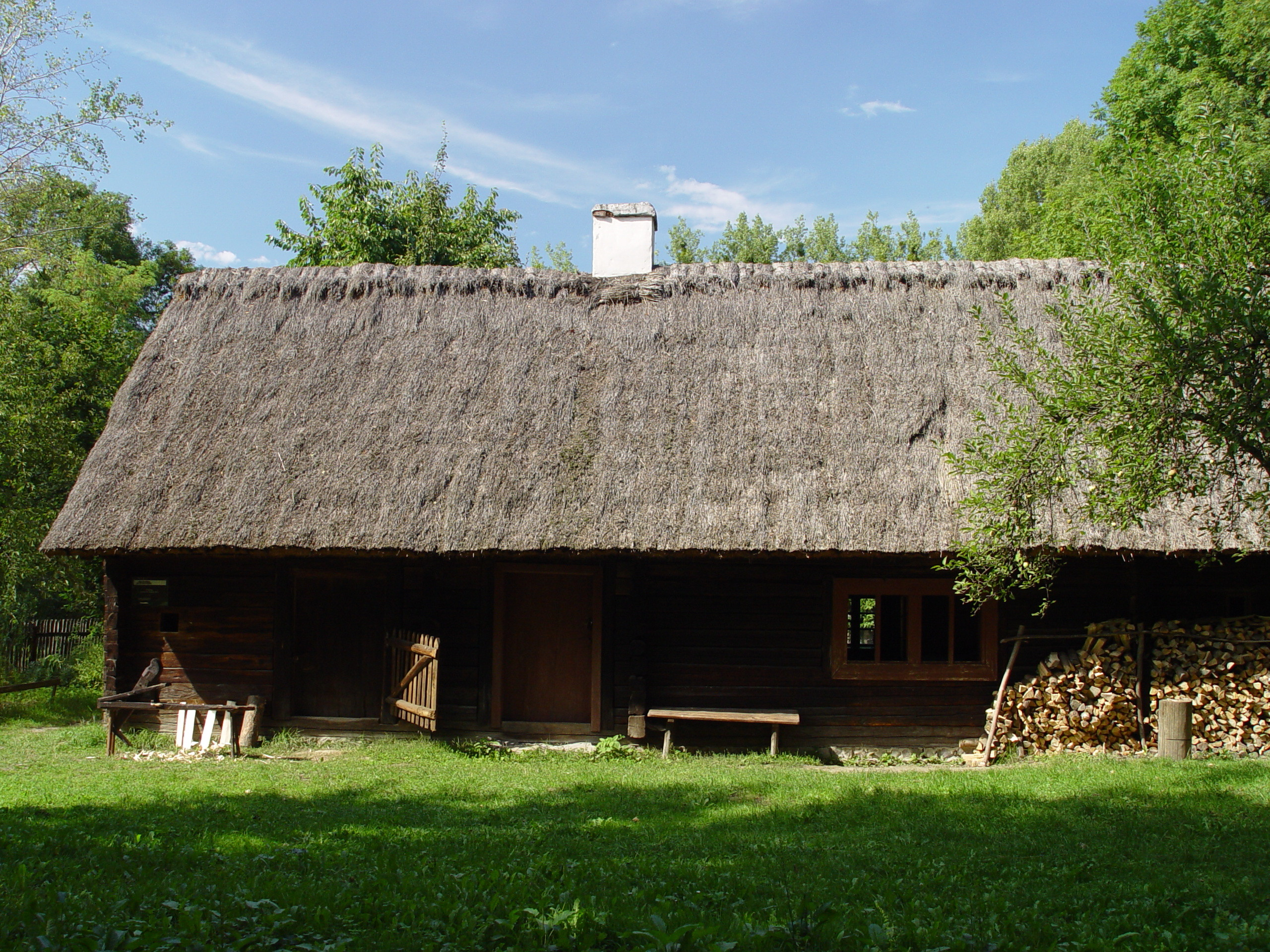
Wohngebäude
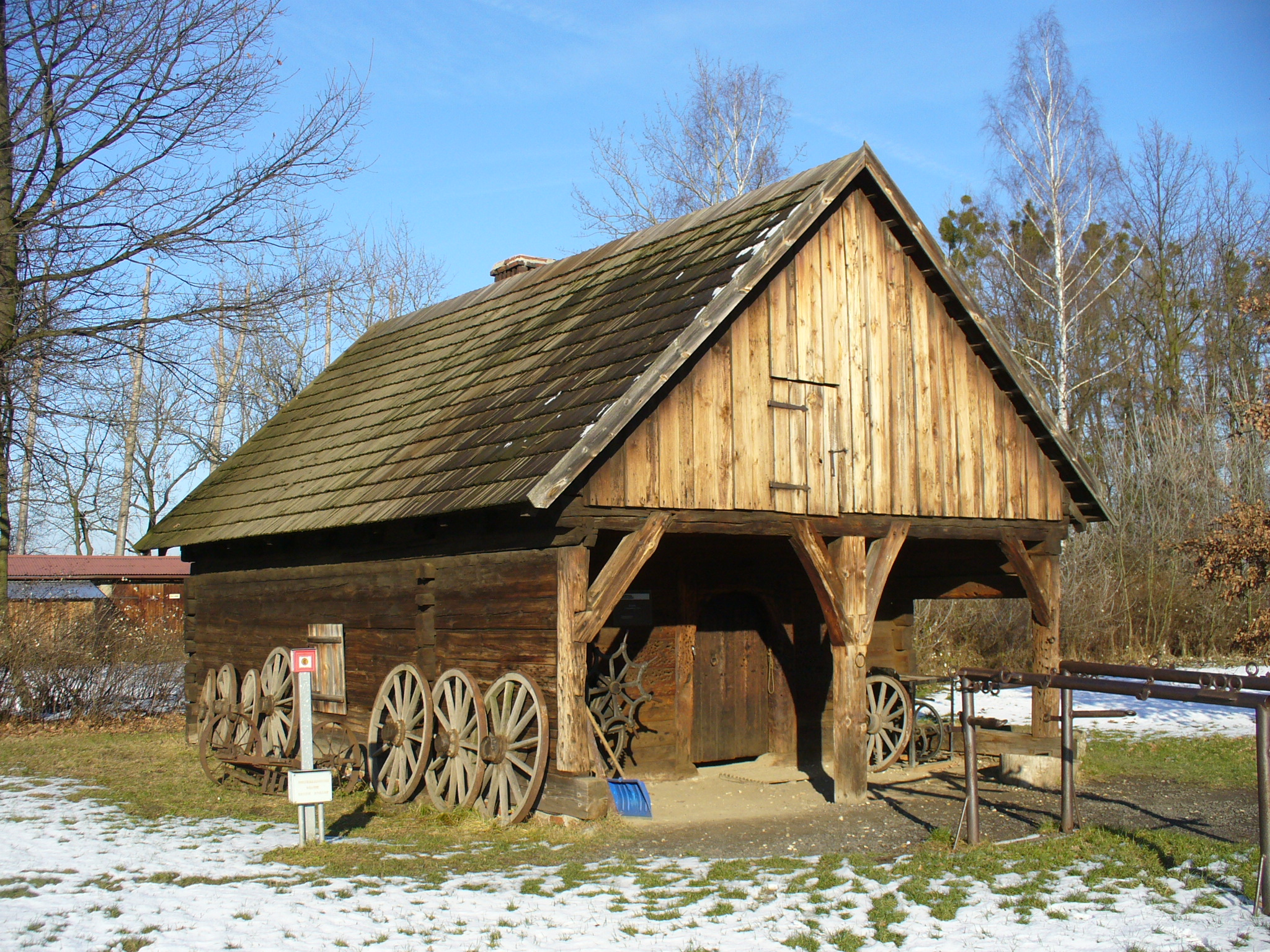
Schmiede von 1726 aus Simmelwitz (Ziemiełowice)
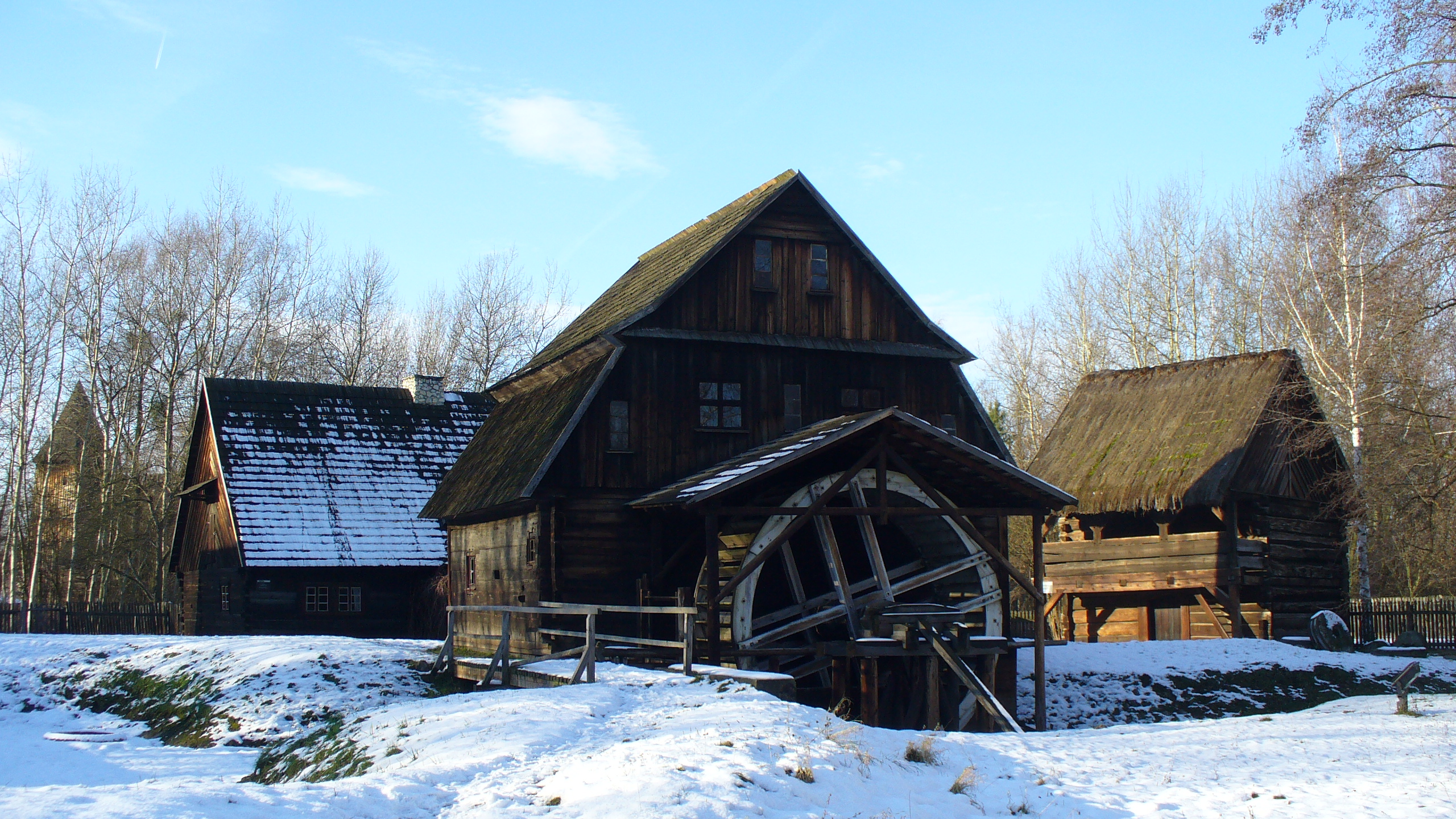
Wassermühle (spätes 18. Jh., umgebaut 1832) aus Alt Schalkowitz (Stare Siołkowice)
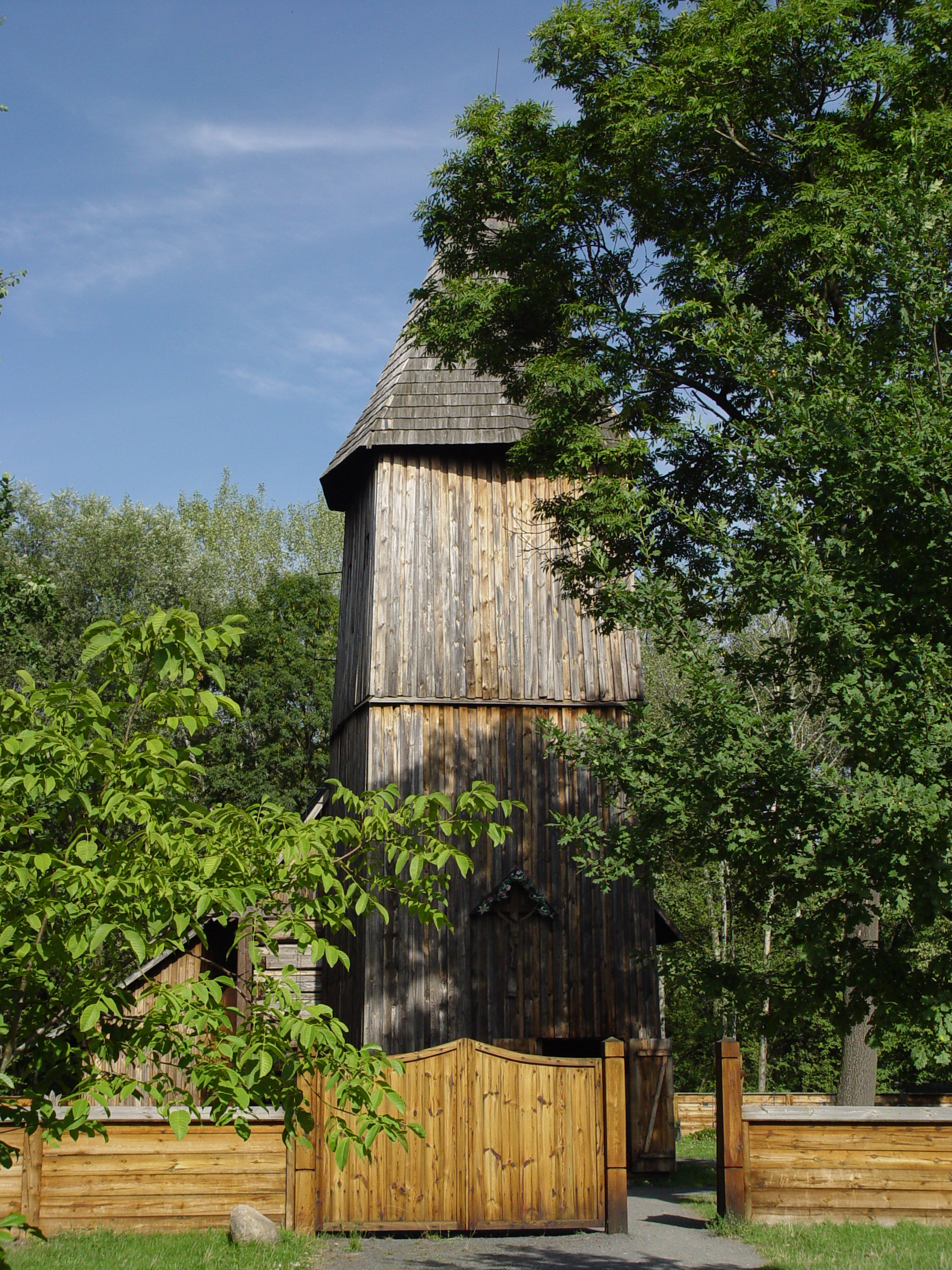
Kirche aus Grambschütz (Gręboszów) (Gmina Domaszowice)